# Lotto Belgium Tour 2021
De Lotto Belgium Tour of Ronde van België voor vrouwen 2021 was de negende editie van deze rittenkoers die van 22 tot 25 juni werd verreden. De wedstrijd ging van start met een proloog in Chimay en eindigde net als de voorgaande edities op de Muur van Geraardsbergen; deze keer niet op de Vesten maar op de top van de Kapelmuur. Titelhoudster was de Duitse Mieke Kröger, die deze keer niet deelnam. Ze werd opgevolgd door de Belgische Lotte Kopecky, die tevens de slotrit wist te winnen.
De editie van 2020 werd vanwege de coronapandemie aanvankelijk verplaatst naar oktober, maar werd later alsnog afgelast. In 2021 stond de wedstrijd op de kalender van 24 tot 27 juni, maar werd twee dagen vervroegd toen bekend werd dat La Course plaatsvindt op zaterdag 26 juni, tijdens de Grand Départ van de Tour de France voor mannen.

## Deelnemende ploegen

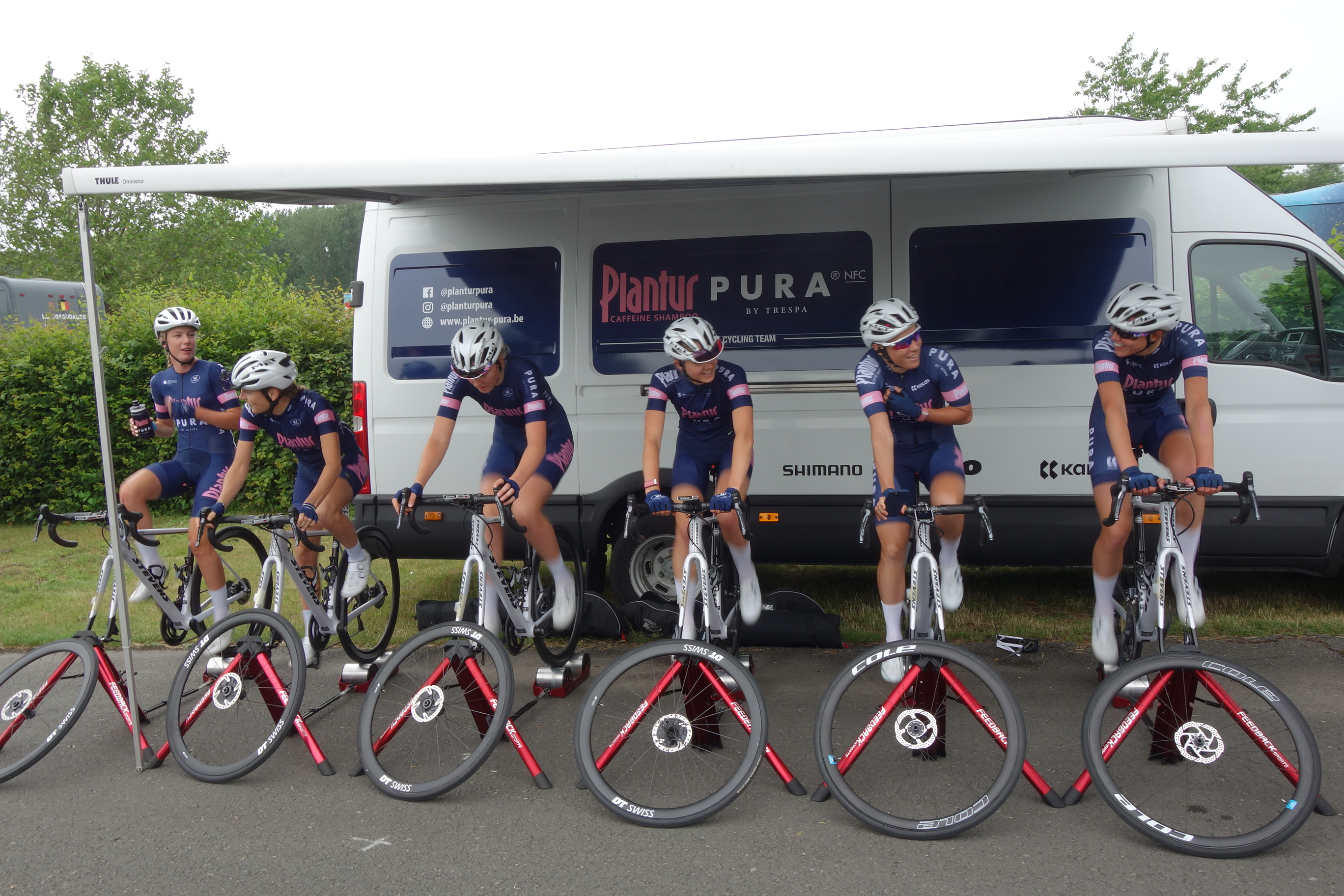
Veldrijdsters van Plantur-Pura

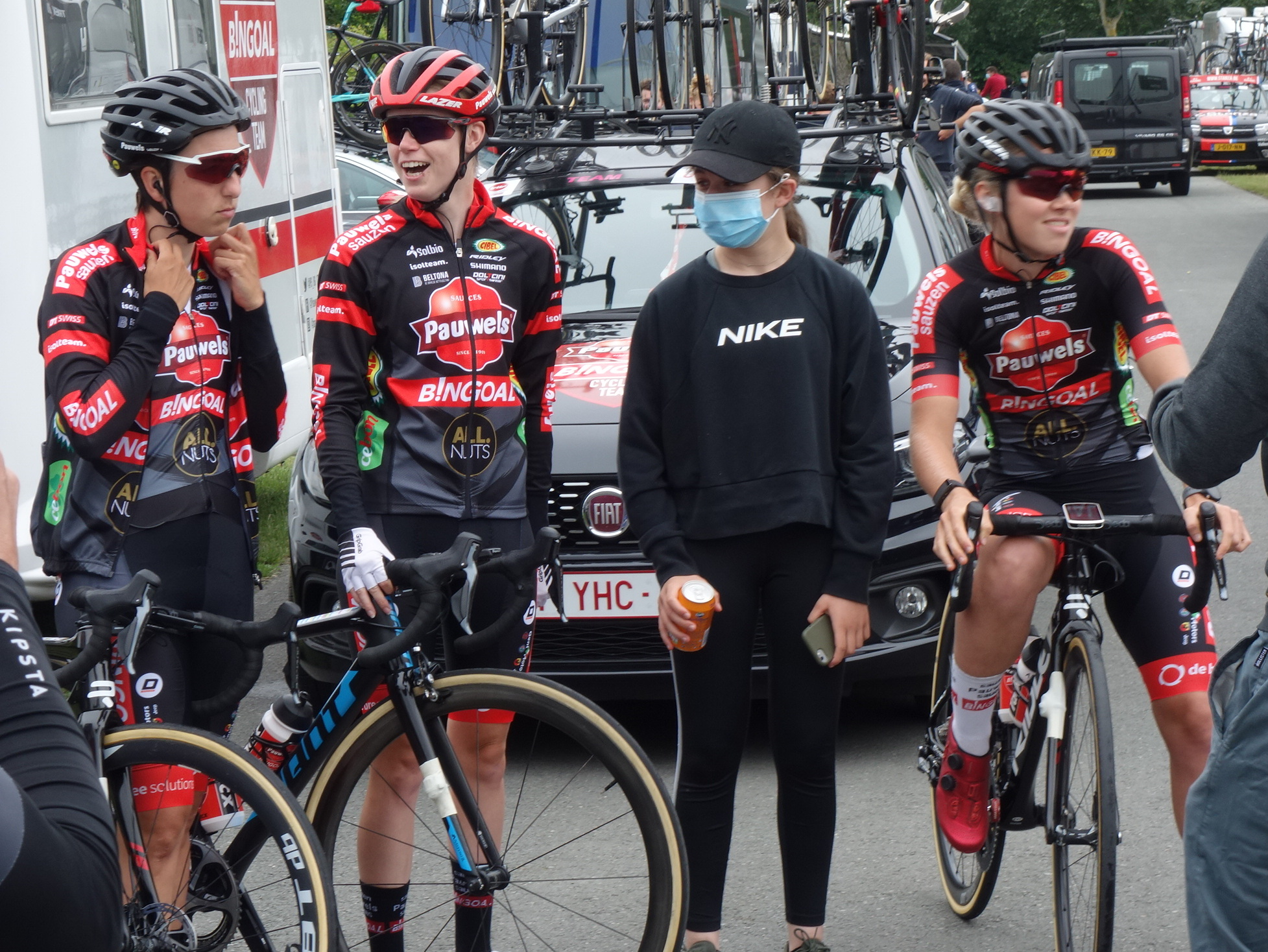
en Pauwels Sauzen-Bingoal

Mede doordat de wedstrijd op de kalender werd verplaatst van september naar juni en vanwege het wegvallen in die maand van de World-Tourwedstrijd The Women's Tour, deden er dit jaar vijf World-Tourploegen mee. Deze werden aangevuld met tien continentale ploegen, zes clubteams en vier nationale selecties. Onder de zeven Belgische continentale teams, bestonden enkele ploegen voornamelijk uit veldrijdster, zoals Rupelcleaning met Marion Norbert-Riberolle en Anna Kay, Pauwels Sauzen-Bingoal met Laura Verdonschot en Maud Kaptheijns en ten slotte Plantur-Pura met Sanne Cant, Annemarie Worst, Yara Kastelijn en Manon Bakker.
Favorieten voor de eindzege waren de nummers twee en drie van de laatste editie in 2019: Lotte Kopecky en Audrey Cordon-Ragot. Ook de ploeggenote van Cordon-Ragot bij Trek-Segafredo, oud-winnares Ellen van Dijk, werd tot de kanshebbers op eindwinst gerekend. Voor dagzeges waren de sprinters Lorena Wiebes (DSM), Alice Barnes (Canyon-SRAM) en Jolien D'hoore (Belgische selectie) favoriet.
| World-Tourteams | Continentale teams         | Clubteams         | Nationale selecties |
| --------------- | -------------------------- | ----------------- | ------------------- |
| BikeExchange    | Bingoal Casino-Chevalmeire | Bingoal WB Ladies | België              |
| Canyon-SRAM     | Doltcini-Van Eyck Sport    | Isorex            | Duitsland           |
| DSM             | Lotto Soudal Ladies        | Keukens Redant    | Frankrijk           |
| Movistar        | Lviv Cycling Team          | S-bikes Doltcini  | Noorwegen           |
| Trek-Segafredo  | Multum Accountants-LSK     | Watersley R&D     |                     |
|                 | NXTG Racing                | WV Schijndel      |                     |
|                 | Parkhotel Valkenburg       |                   |                     |
|                 | Pauwels Sauzen-Bingoal     |                   |                     |
|                 | Plantur-Pura               |                   |                     |
|                 | Team Rupelcleaning         |                   |                     |

## Etappe-overzicht
| etappe | datum   | start          | finish                  | profiel    | afstand  | winnaar          | klassementsleider |
| ------ | ------- | -------------- | ----------------------- | ---------- | -------- | ---------------- | ----------------- |
| P.     | 22 juni | Chimay         | Chimay                  | Proloog    | 4 km     | Ellen van Dijk   | Ellen van Dijk    |
| 1e     | 23 juni | Blankenberge   | Brugge                  | Vlakke rit | 112,6 km | Lorena Wiebes    | Jolien D'hoore    |
| 2e     | 24 juni | Galmaarden     | Galmaarden              | Heuvelrit  | 137,5 km | Alena Amialiusik | Lorena Wiebes     |
| 3e     | 25 juni | Geraardsbergen | Muur van Geraardsbergen | Heuvelrit  | 101,1 km | Lotte Kopecky    | Lotte Kopecky     |

## Etappes

### Proloog

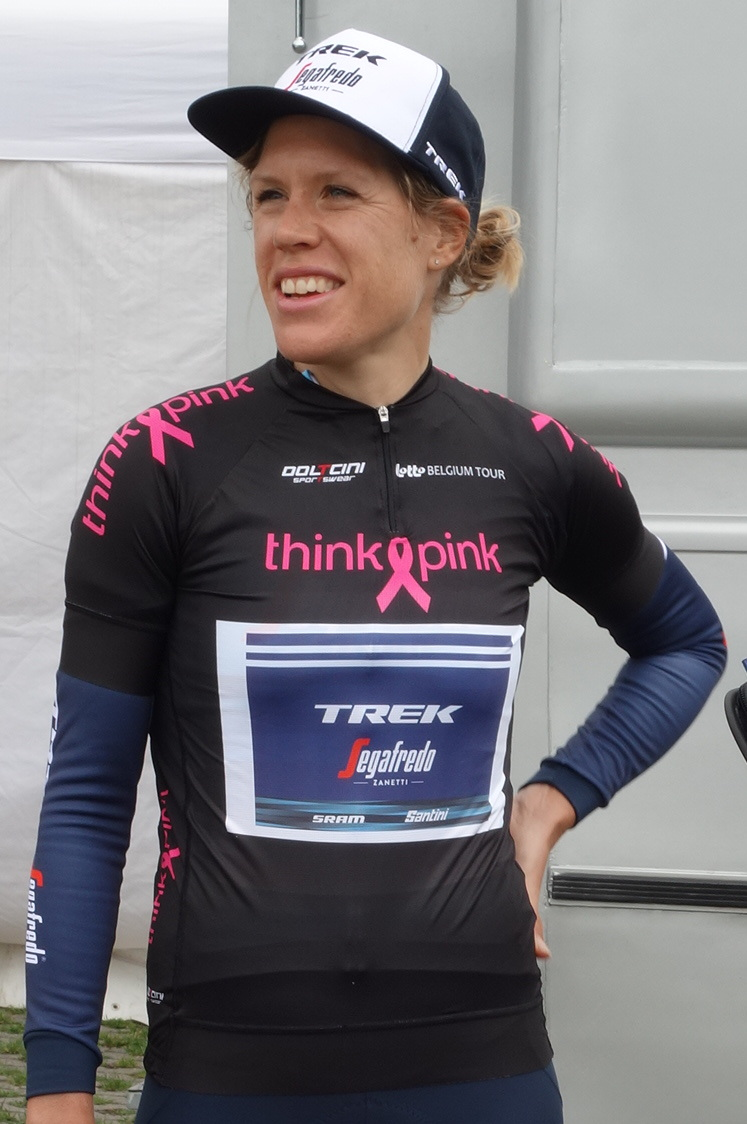
Ellen van Dijk won de proloog

| Dinsdag 22 juni: Chimay - Chimay (4,4 km) |                  |                    |       |
| Plaats                                    | Naam             | Ploeg              | Tijd  |
| Winnaar                                   | Ellen van Dijk   | Trek-Segafredo     | 5'33" |
| 2                                         | Elynor Bäckstedt | Trek-Segafredo     | + +2" |
| 3                                         | Jolien D'hoore   | Belgische selectie | + 4"  |
| 4                                         | Lotte Kopecky    | Belgische selectie | + 5"  |
| 5                                         | Alice Barnes     | Canyon-SRAM        | + 6"  |

### 1e etappe

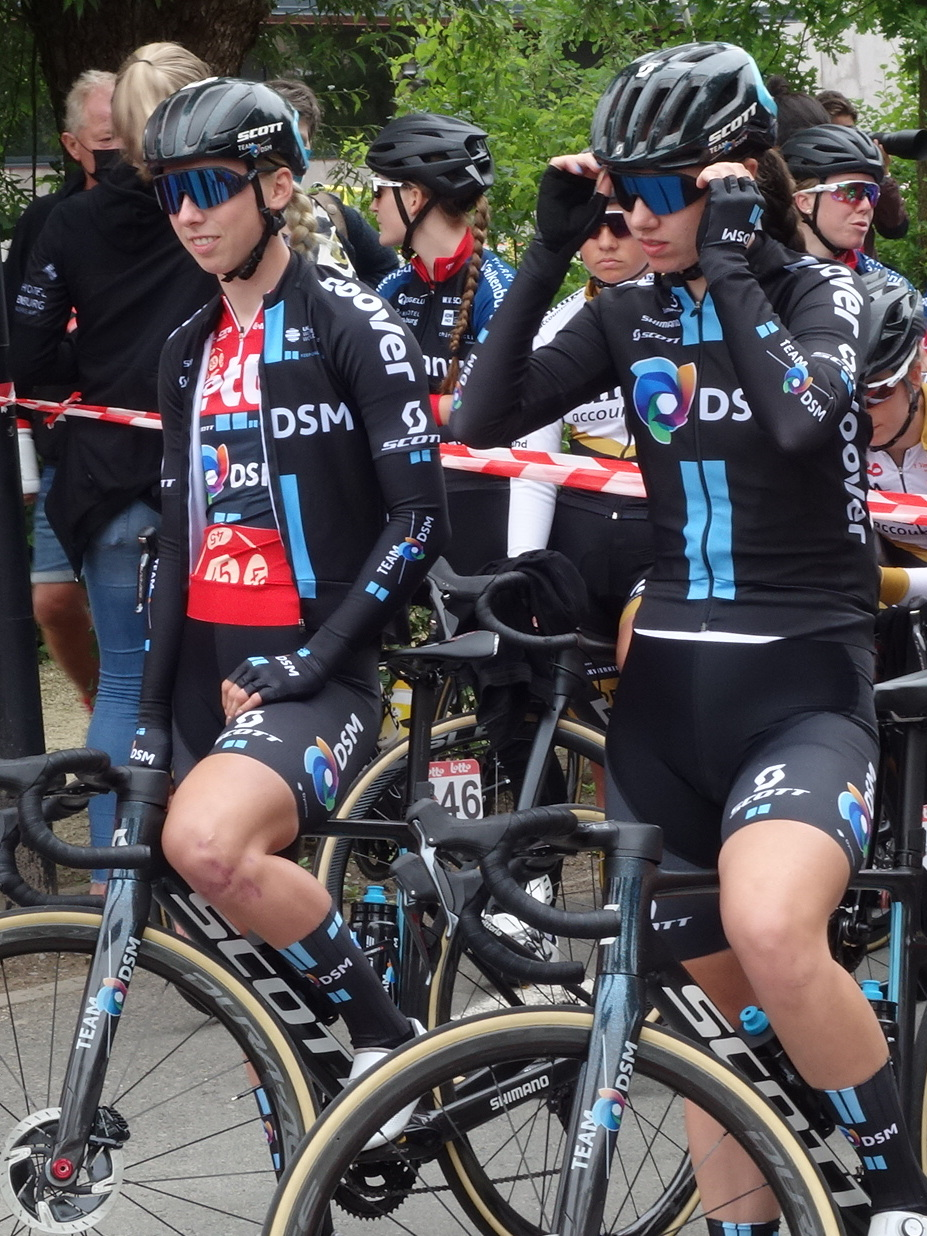
Lorena Wiebes won etappe 1

| Woensdag 23 juni: Blankenberge - Brugge (112,6 km) |                     |                      |          |
| Plaats                                             | Naam                | Ploeg                | Tijd     |
| Winnaar                                            | Lorena Wiebes       | DSM                  | 2u28'57" |
| 2                                                  | Jolien D'hoore      | Belgische selectie   | z.t.     |
| 3                                                  | Barbara Guarischi   | Movistar             | z.t.     |
| 4                                                  | Alice Barnes        | Canyon-SRAM          | z.t.     |
| 5                                                  | Amber van der Hulst | Parkhotel Valkenburg | z.t.     |

### 2e etappe

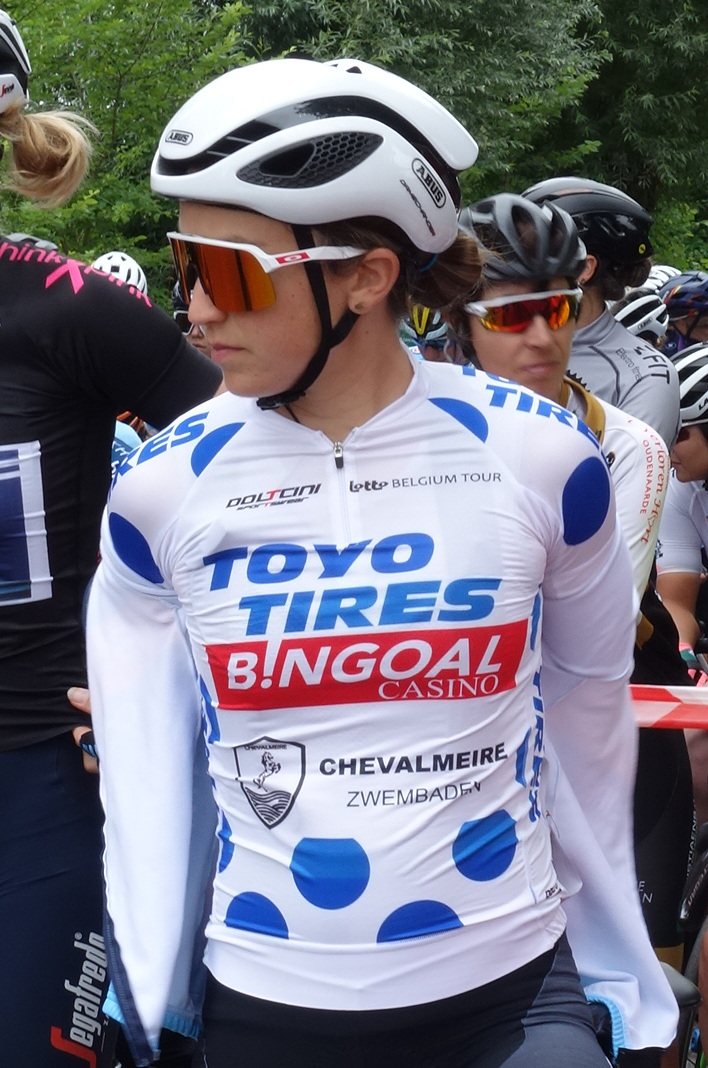
Rotem Gafinovitz veroverde de bolletjestrui in de tweede etappe

| Donderdag 24 juni: Galmaarden - Galmaarden (137,5 km) |                  |                    |          |
| Plaats                                                | Naam             | Ploeg              | Tijd     |
| Winnaar                                               | Alena Amialiusik | Canyon-SRAM        | 3u49'31" |
| 2                                                     | Lorena Wiebes    | DSM                | + 3"     |
| 3                                                     | Lotte Kopecky    | Belgische selectie | z.t.     |
| 4                                                     | Ellen van Dijk   | Trek-Segafredo     | + 4"     |
| 5                                                     | Lourdes Oyarbide | Movistar           | + 8"     |

### 3e etappe

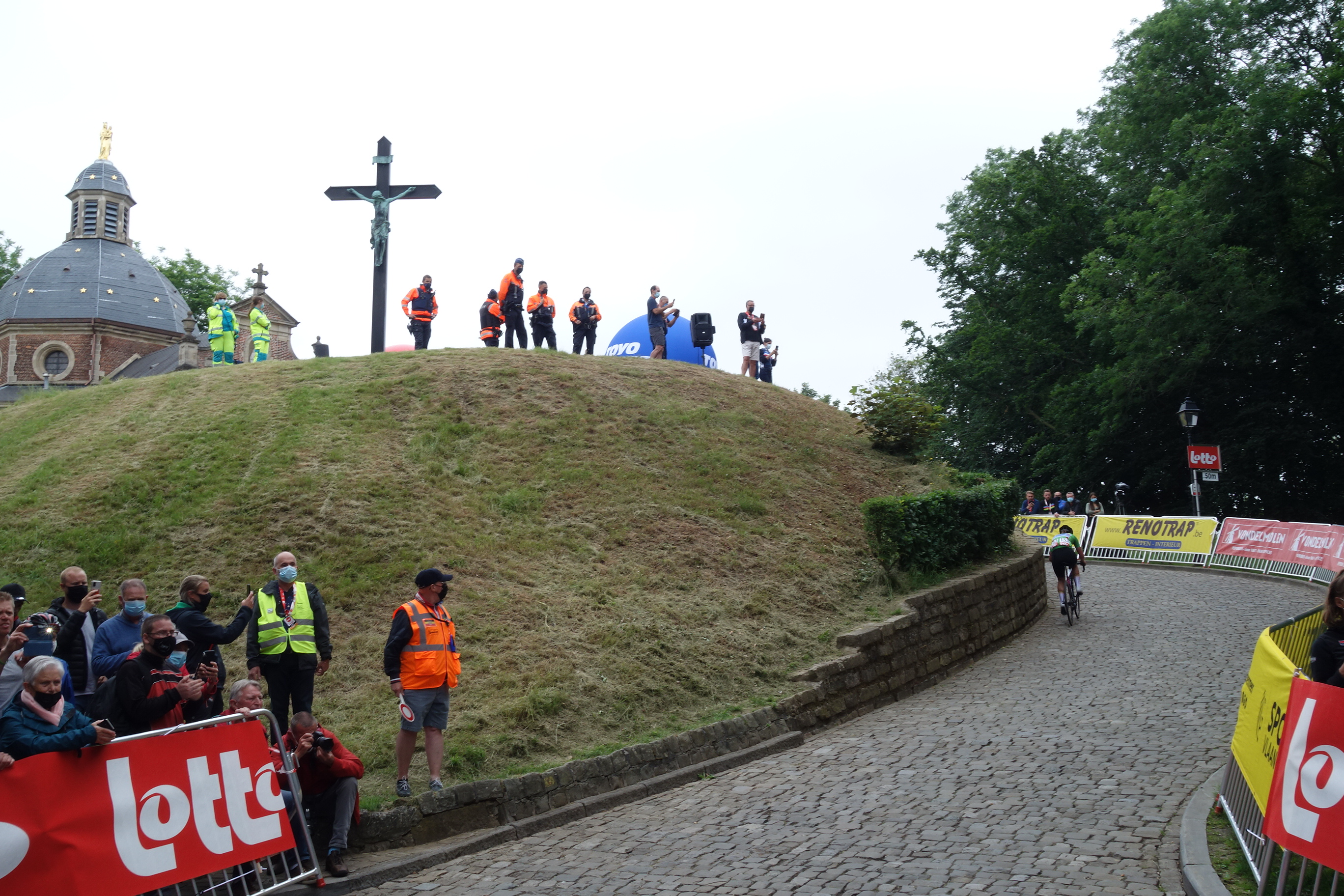
Lotte Kopecky won de slotrit op de Muur van Geraardsbergen

| Vrijdag 25 juni: Geraardsbergen - Muur van Geraardsbergen (101,1 km) |                 |                    |          |
| Plaats                                                               | Naam            | Ploeg              | Tijd     |
| Winnaar                                                              | Lotte Kopecky   | Belgische selectie | 2u30'21" |
| 2                                                                    | Yara Kastelijn  | Plantur-Pura       | + 7"     |
| 3                                                                    | Ellen van Dijk  | Trek-Segafredo     | z.t.     |
| 4                                                                    | Annemarie Worst | Plantur-Pura       | + 14"    |
| 5                                                                    | Shari Bossuyt   | NXTG Racing        | z.t.     |

## Klassementenverloop
De rode trui wordt uitgereikt aan de rijdster met de laagste totaaltijd.
 De groene trui wordt uitgereikt aan de rijdster met de meeste punten van de etappefinishes.
 De bolletjestrui wordt uitgereikt aan de rijdster met de meeste behaalde punten uit bergtop passages.
 De zwarte trui wordt uitgereikt aan de rijdster met de meeste behaalde punten op kasseistroken.
 De witte jongerentrui wordt uitgereikt aan de eerste rijdster tot 23 jaar in het algemeen klassement.
| Etappe         | Winnaar          | Algemeen klassement | Puntenklassement | Bergklassement   | Kasseienklassement | Jongerenklassement | Ploegenklassement |
| -------------- | ---------------- | ------------------- | ---------------- | ---------------- | ------------------ | ------------------ | ----------------- |
| Proloog        | Ellen van Dijk   | Ellen van Dijk      | Elynor Bäckstedt | Jolien D'hoore   | Lotte Kopecky      | Elynor Bäckstedt   | Trek-Segafredo    |
| 1              | Lorena Wiebes    | Jolien D'hoore      | Jolien D'hoore   | Ellen van Dijk   | Manon Bakker       | Lorena Wiebes      | Trek-Segafredo    |
| 2              | Alena Amialiusik | Lorena Wiebes       | Lotte Kopecky    | Rotem Gafinovitz | Ellen van Dijk     | Lorena Wiebes      | Team DSM          |
| 3              | Lotte Kopecky    | Lotte Kopecky       | Lotte Kopecky    | Ellen van Dijk   | Ellen van Dijk     | Lorena Wiebes      | Team DSM          |
| Eindklassement | Eindklassement   | Lotte Kopecky       | Lotte Kopecky    | Ellen van Dijk   | Ellen van Dijk     | Lorena Wiebes      | Plantur-Pura      |

Mannen:
1908 · 1909 · 1910 · 1911 · 1912 · 1913 · 1914 · 1915-1918 · 1920 · 1921 · 1922 · 1923 · 1924 · 1925 · 1926 · 1927 · 1928 · 1929 · 1930 · 1931 · 1932 · 1933 · 1934 · 1935 · 1936 · 1937 · 1938 · 1939 · 1940-1944 · 1945 · 1946 · 1947 · 1948 · 1949 · 1950 · 1951 · 1952 · 1953 · 1954 · 1955 · 1956 · 1957 · 1958 · 1959 · 1960 · 1961 · 1962 · 1963 · 1964 · 1965 · 1966 · 1967 · 1968 · 1969 · 1970 · 1971 · 1972 · 1973 · 1974 · 1975 · 1976 · 1977 · 1978 · 1979 · 1980 · 1981 · 1982-1983 · 1984 · 1985 · 1986 · 1987 · 1988 · 1989 · 1990 · 1991-2001 · 2002 · 2003 · 2004 · 2005 · 2006 · 2007 · 2008 · 2009 · 2010 · 2011 · 2012 · 2013 · 2014 · 2015 · 2016 · 2017 · 2018 · 2019 · 2020 · 2021 · 2022 · 2023 · 2024 · 2025
Vrouwen:
2012 ·
2013 · 2014 · 2015 · 2016 · 2017 · 2018 · 2019 · 2020 · 2021 · 2022 · 2023